# Infrassom

Níveis de frequências e suas aplicações.

Na acústica, o infrassom, às vezes referido como som de nível baixo (em inglês low status sound), são ondas sonoras extremamente graves, com frequências abaixo dos 20 Hz, portanto abaixo da faixa audível mais comum do ouvido humano (de 20 Hz a 20 mil Hz). Ondas infrassônicas podem se propagar por longas distâncias, pois são menos sujeitas às perturbações ou interferências que as de frequências mais altas.
A norma portuguesa DIN 45680:2013 - sobre medição e avaliação de emissões de ruído de baixa frequência, - refere que no intervalo de frequências abaixo de 20 Hz não ocorre a normal sensação de audição, porque não existe a percepção de frequência. No entanto, os infrassons não são, em princípio, inaudíveis - em contraste com uma opinião amplamente aceita. O limiar de percepção foi estudado até cerca de 1 Hz.[carece de fontes?]

## Fontes

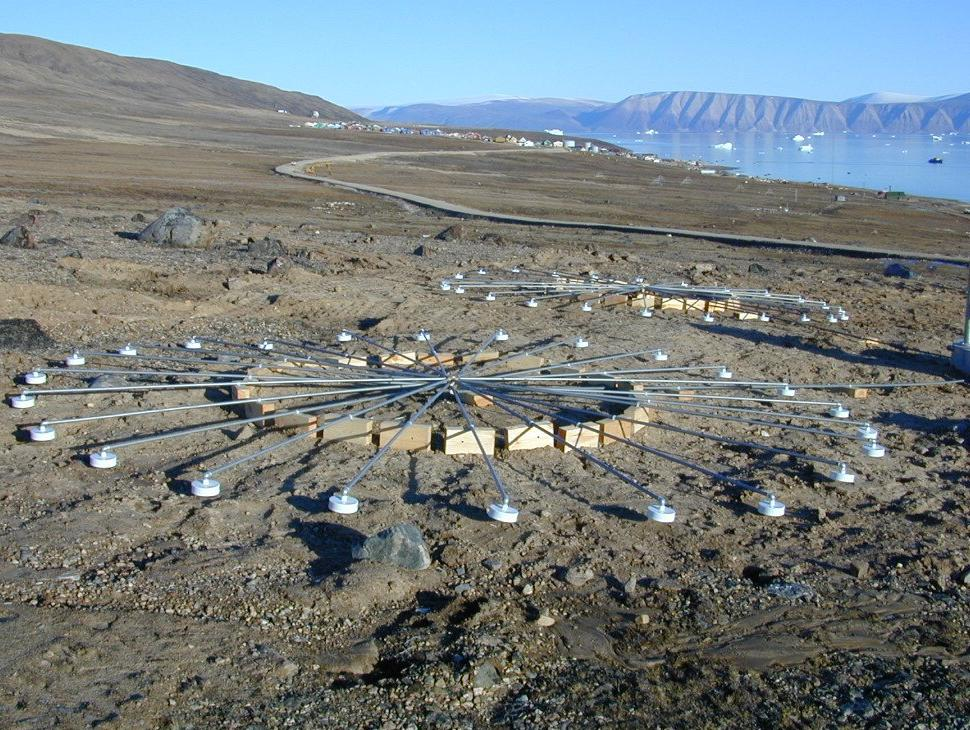
Arranjos de infrassom na estação de monitoramento IS18 em Qaanaaq, Groenlândia.